# Emőd Aurél
Emőd Aurél, Emőd Aurél Sándor, született Engelmann (Budapest, 1897. október 13. – Budapest, Ferencváros, 1958. december 21.) magyar rajztanár, festőművész.

## Életpályája
Emőd József és Szentes Margit Éva fiaként született. 1898-ban Engelmann családi nevét Emődre változtatta. Tanulmányait a Magyar Képzőművészeti Főiskolán végezte el Vaszary János tanítványaként. 1925-től volt kiállító művész. 1933-1935 között a római Collegium Hungaricum tagja volt. Tanulmányútjai során megfordult Olaszországban, Franciaországban, és Németországban is. Halálát szívizomelfajulás okozta.

## Művei
- Akt
- Aktok
- Forum Romanum
- Olasz kikötő csónakokkal
- Laura legyezővel
- Római hölgy zöldben

## Díjai
- Nemes Marcell-díj (1925)